# Christina Noble
Christina Noble, rozená Christina Byrne (* 23. prosince 1944, Dublin, Irsko), je irská obhájkyně práv dětí a spisovatelka. V roce 1991 založila ve Vietnamu nadaci Christina Noble Children's Foundation, která se zaměřuje na pomoc dětem žijícím ve špatných sociálních podmínkách. Od svého vzniku podpořila již více než milion dětí.

## Život
Christina Byrne se narodila do velmi chudé rodiny žijící v irském Dublinu. Její otec byl alkoholik, a rodina s mnoha dětmi tak často neměla peníze ani na jídlo. Kvůli neplacení účtů jim také doma často nefungovala elektřina.
Matka jí zemřela, když jí bylo deset let. Od té doby měla silnou potřebu chránit mladší děti a starat se o ně. Po smrti matky se dočasně přestěhovali k příbuzným, jeden z nich však Christinu sexuálně zneužíval. Skončila na ulici, přespávala v městském parku nebo přístřešku na uhlí, někdy jedla listy rostlin nebo kusy kartonu. Nakonec úřady děti rozdělily a poslaly je do různých ústavů. Christina se dostala do katolické ústavní školy s velmi přísným režimem. Odejít z ní mohla ve věku 16 let. Nikdo z příbuzných jí však neposkytl přístřeší, a tak se znovu ocitla na ulici. Jedné noci byla znásilněna čtyřmi muži. Dlouhodobě žila ve strachu, a tak neměla odvahu tento zločin ani jít nahlásit policii. Následkem však bylo těhotenství. Narodil se jí syn, úřady jí ho však brzy odebraly.
Odjela pak do Anglie za svým starším bratrem. Seznámila se zde se svým budoucím manželem. Během 14 let manželství se jí narodily tři děti, zažila však také psychické a fyzické týrání. V jeho důsledku se dostala do několika psychiatrických nemocnic, prodělala i elektrokonvulzivní terapii. Nakonec se rozhodla od svého muže odejít, a to bez dětí, protože doufala, že tak ji nebude pronásledovat. Dosáhla rozvodu a nakonec i svěření dětí do své péče.
V době končící války ve Vietnamu se jí zdál sen, že k ní běží vietnamské děti a natahují k ní ruce. Nepřestávala na něj myslet a věřila, že je jejím posláním se do Vietnamu vydat.
V roce 1989, když její děti vyrostly, tam skutečně odjela. Začala se starat o jednotlivé malé děti, žijící na ulici. Dětí, potřebujících péči v oblasti bydlení, zdravotní péče nebo vzdělání, kolem ní stále přibývalo. O dva roky později tak založila nadaci. Ta od svého vzniku nejen ve Vietnamu, ale také v Mongolsku, podpořila již více než milion dětí.

## Dílo
- Bridge across my sorrows, Londýn, 1994, 1995
- Mama Tina, 2013

## Ve filmu
V roce 2015 o jejím životě režisér Stephen Bradley natočil film, nazvaný Noble.

## Ocenění
- Důstojník Řádu britského impéria
- Řád přátelství, udělen vládou Vietnamu
- Časopisem Time zařazena mezi evropské hrdiny dnešní doby, 2003